# Motormuseum Öhringen
Das Motormuseum Öhringen, alternativ Motor-Museum Öhringen geschrieben, ist ein Automuseum in Öhringen im Hohenlohekreis in Baden-Württemberg. Im selben Gebäude befindet sich auch das Museum für modernes Glas Öhringen. Die Deutsche ISIL-Agentur und Sigelstelle fasst beide unter Motor- und Glasmuseum Öhringen zusammen.

## Geschichte
Gründer des Museums war der Ingenieur Paul Heyd, bis 2002 gemeinsam mit seinem Bruder Manfred Heyd Geschäftsführer des 1935 in Bietigheim-Bissingen gegründeten Unternehmens für Lenkungs- und Fahrwerksteile von Fahrzeugen. Neben seiner beruflichen Tätigkeit sammelte Paul Heyd alte Autos und Motorräder. Nach eigenen Angaben wurden 17 Pkw zwischen Mai 1969 und März 1980 erworben. Zugute kam ihm, dass die Familie Heyd in der Vergangenheit bei der Neuanschaffung eines Autos manchmal das alte behielt und nicht für einen niedrigen Gebrauchtwagenpreis abgab. 1980 eröffnete er sein Museum in Öhringen. Die Automobil- und Motorrad-Chronik berichtete in ihrer Ausgabe von Mai 1980 darüber.
Anfang 1988 schloss sich das Museum mit elf anderen der größten deutschen Oldtimer- und Technik-Privatmuseen zur Interessengemeinschaft der deutschen Museen für Auto, Motor + Technik zusammen.
2014 betrug die Ausstellungsfläche des Motormuseums in Öhringen 1200 Quadratmeter. Im Oktober 2016 starb Paul Heyd mit 82 Jahren. Christian, Markus und Stefan Heyd leiten nun das Museum. Es ist im Sommer an mehreren Tagen pro Woche geöffnet.

## Ausstellungsgegenstände

### Übersicht

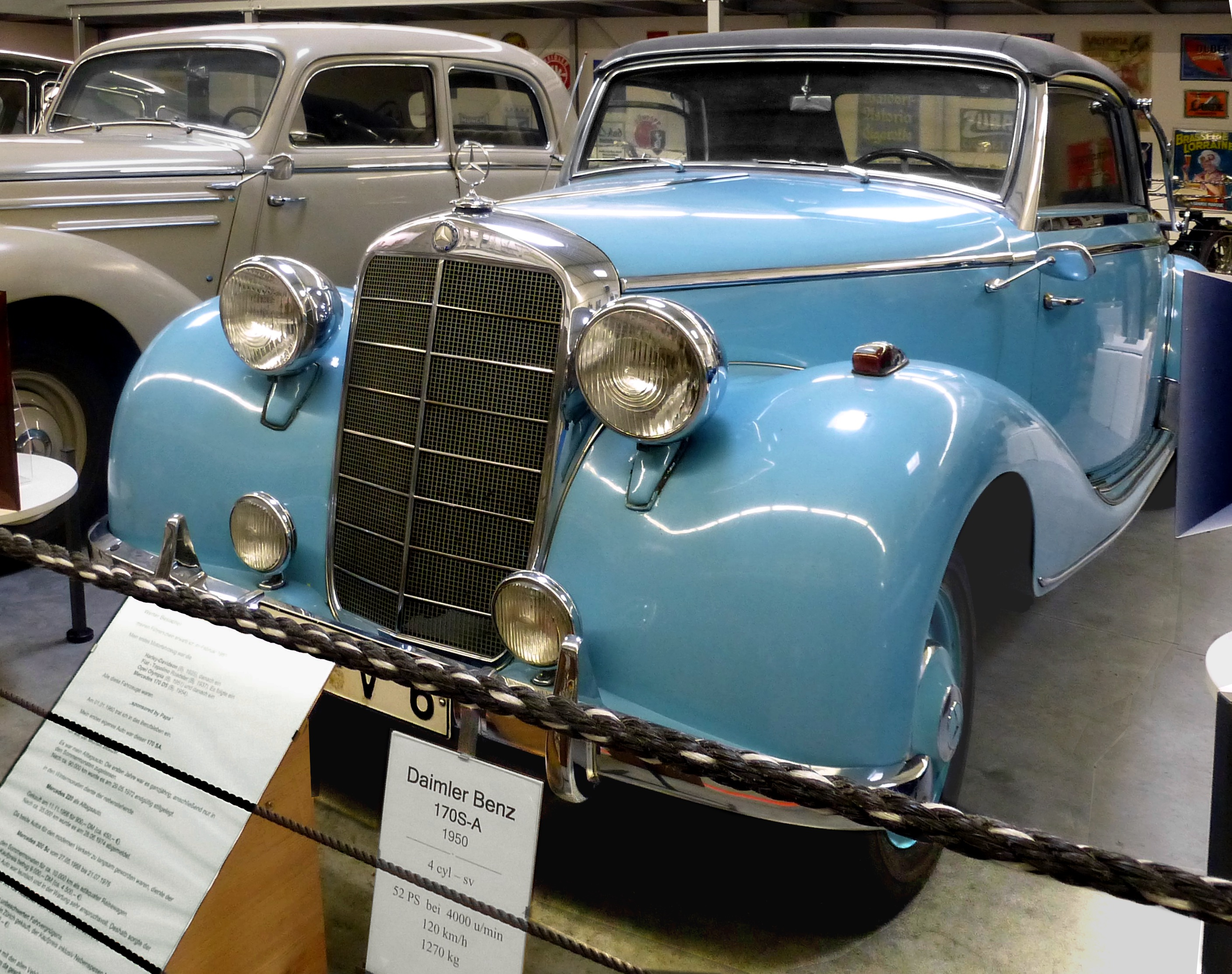
Mercedes-Benz 170 S Cabriolet A

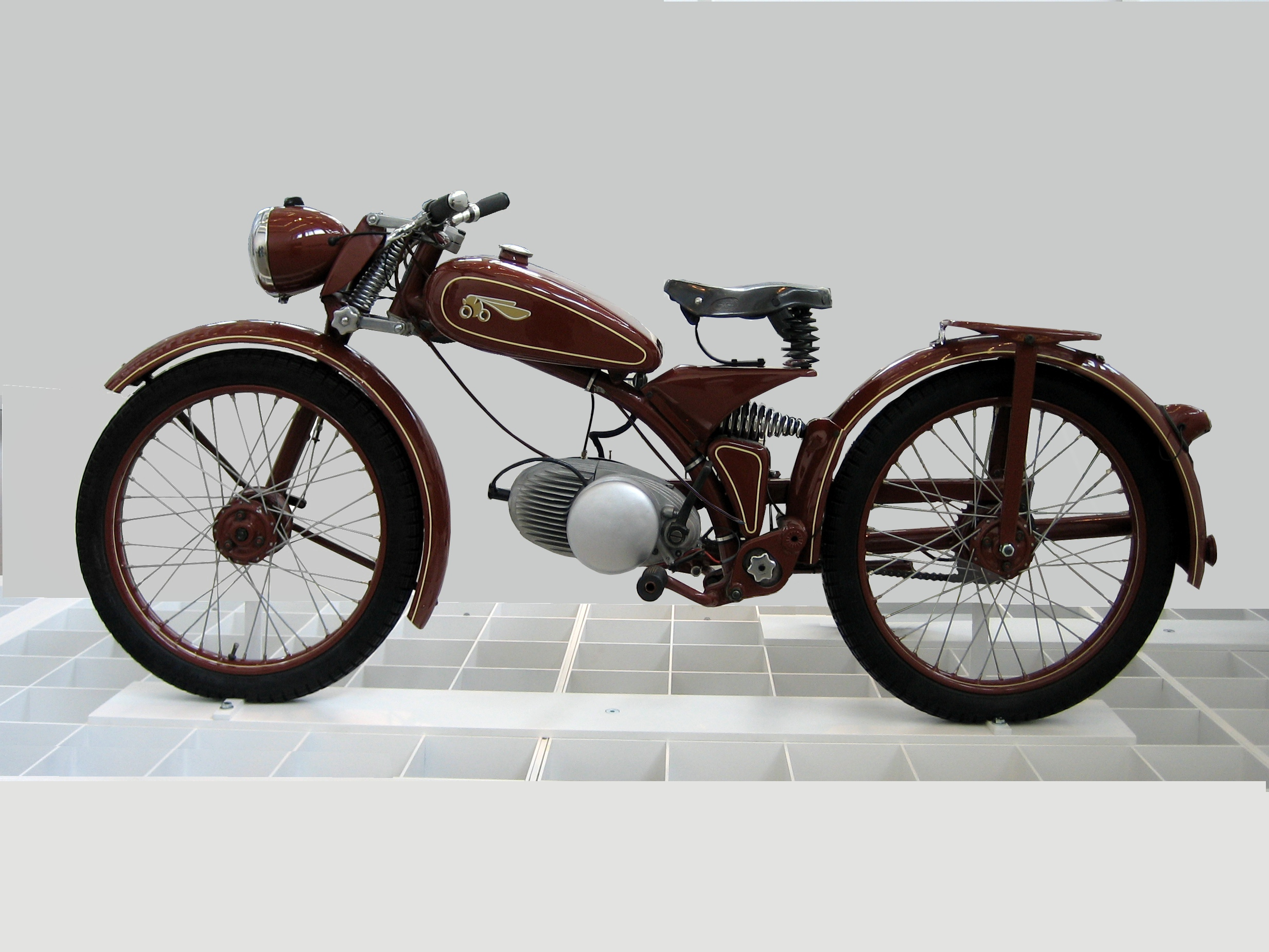
Imme R 100

Anfangs waren 20 überwiegend hochklassige Autos ausgestellt. Darunter sind ein Mercedes-Benz 170 S von 1950 und ein 220 S von 1953, die sich schon lange im Besitz der Familie befinden. Die Baujahre reichen von 1945 bis 1965. Die Fahrzeuge sind deutsche, britische, französische, italienische, US-amerikanische und schwedische Fabrikate. Bis 2014 kamen sechs Fahrzeuge dazu.
Außerdem sind etwa 100 Motorräder ausgestellt. Sie stammen aus den Jahren 1945 bis 1970. Darunter befinden sich Norton International, MV Agusta 750 S, Zündapp KS 601 Sport und mehrere Honda, Adler, AJS, Ardie, BMW, BSA, DKW, Harley-Davidson, Hoffmann, Horex, Matchless, Moto Guzzi, NSU, Puch, Scott, Triumph, Velocette und Zündapp. Ein äußerst seltenes Stück ist die 1950 gebaute Imme R 100 von Norbert Riedel, eine eigenwillige Konstruktion, bei der auch das Vorderrad einseitig und nicht in der üblichen Gabel geführt ist. Rund 12.000 Stück sollen bis 1951 gebaut worden sein; trotzdem ist die Imme heute eine Rarität.
Daneben gibt es 350 Emailleschilder und 300 Fotoapparate sowie Musikboxen und Mode. An den Wänden hängen 40 Porträts von bedeutenden Personen der Automobilgeschichte wie Ettore Bugatti, Louis Renault, Marc Birkigt und Fritz Nallinger.
In der Abteilung Glas ist europäische Glaskunst von 1950 bis 2000 ausgestellt. Die Sammlung besteht aus etwa 300 Exponaten.

### Ausgewählte Automodelle
Zu den schnellen Wagen der 1950er-Jahre gehörte der Aston Martin DB2/4 mit 3-Liter-Motor und einer Höchstgeschwindigkeit von 190 bis 200 km/h, je nach Achsübersetzung. Der Kraftstoffverbrauch lag bei etwa 16 Liter auf 100 km. 551 Fahrzeuge wurden gebaut. Ausgestellt ist ein Modell der Serie III von 1958 als Kombicoupé.
Vom Bentley R-Type wurden 2320 Fahrzeuge hergestellt, einige mit Sonderaufbauten. So entstanden vom zweitürigen Coupé bei Park Ward nur etwa 40 Stück. Eins davon steht im Museum.
Zu den seltenen Stücken der Ausstellung zählt auch der BMW 503, wie ihn unter anderem die Schauspielerin Sonja Ziemann oder Graf Faber-Castell fuhren. 413 dieser von dem Designer Albrecht Graf Goertz entworfenen Wagen wurden von 1956 bis 1959 sowohl als Cabriolet wie auch als Coupé gebaut. Sie hatten einen V8-Motor mit 3,2 Liter Hubraum; die Höchstgeschwindigkeit lag bei 190 km/h, der Verbrauch auf 100 km betrug etwa 16 Liter. Das Cabriolet kostete 30.000 DM, fast achtmal so viel wie der damals günstigste VW Käfer.

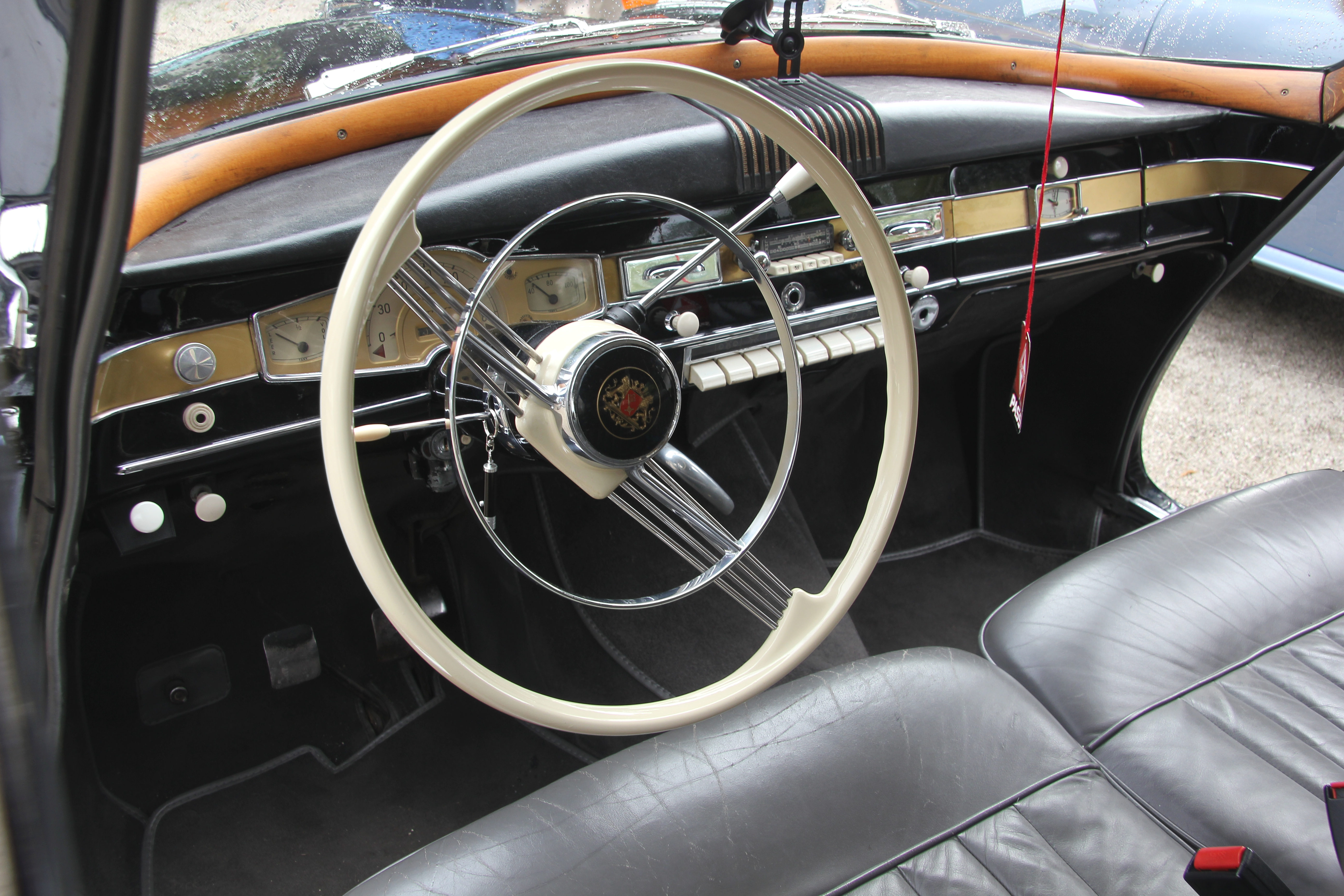
Nach dem Geschmack der 1950er-Jahre: Innenraum des Hansa 2400 II

Noch seltener ist der Borgward Hansa 2400 II Pullmann mit 2,4-Liter-Sechszylindermotor (2,2 Liter ab September 1956); von diesem Modell gab es nur 345 Stück. Er kostete mit 12.500 DM nicht einmal halb so viel wie der BMW 503. Die Bequemlichkeit dieses Borgward wurde in Tests gelobt, außerdem die solide Verarbeitung und die ausgezeichnete Straßenlage. Er hatte 1956 bereits serienmäßig einen Bremskraftverstärker und das Reserverad war in einem separaten Fach unter dem Kofferraum untergebracht, der nicht ausgeräumt werden musste, um das Rad bei einer Panne zu erreichen. Trotz mancher Vorzüge blieb dieser Borgward ein Prestigeobjekt, das dem Hersteller beträchtliche Verluste brachte und nicht an die Verkaufszahlen des Mercedes-Benz 220 heranreichte, obwohl der Verkaufspreis der gleiche war. Bis 1975 fuhr Peter Borgward, der Sohn von Carl F. W. Borgward, den Wagen. Einer der ersten Hansa 2400 von 1952 mit Schrägheck befindet sich ebenfalls in der Ausstellung. Dieser Wagen war wahlweise mit einer Dreigangautomatik lieferbar, die viele Reparaturen erforderte und dem Ruf der Marke schadete. 743 Wagen wurden von 1952 bis 1955 gebaut.
Eine inzwischen wenig bekannte Marke ist Delahaye. Einer der beiden ausgestellten Wagen ist ein Type 135 MS von 1949 mit der Karosserie des ebenfalls wenig bekannten Karosseriebauers Paul Dafondo aus Nizza. Der 135 MS hatte einen 6-Zylinder-Motor mit 3,6 Liter Hubraum. Serienmäßig leistete er 130 PS. Der andere Delahaye vom selben Typ hat eine geschlossene Karosserie von Ateliers Henri Chapron und war früher im Besitz von Fritz Schlumpf.
Vom Talbot-Lago Type 26 existieren noch etwa 25 Fahrzeuge. Ausgestellt ist ein Cabriolet der Carrosserie Dubos von 1949. Es wurde 1975 auf einer Auktion von Christie’s in Beaulieu erworben.

### Die Automobile der Ausstellung im Bild
| Marke        | Modell                                         | Baujahr | Foto |
| ------------ | ---------------------------------------------- | ------- | ---- |
| Aston Martin | DB 2/4 Mk. II                                  | 1958    |      |
| Bentley      | R-Type Sport Saloon Coupé von Park Ward        | 1953    |      |
| BMW          | 503                                            | 1957    |      |
| Borgward     | 2400                                           | 1952    |      |
| Borgward     | 2400 Pullmann                                  | 1956    |      |
| Cadillac     | Series 62 Convertible                          | 1949    |      |
| Chevrolet    | Styleline (montiert von General Motors Suisse) | 1951    |      |
| Chrysler     | New Yorker                                     | 1949    |      |
| Citroën      | Traction Avant 15-Six                          | 1951    |      |
| Delahaye     | Type 135 MS Coach von Chapron                  | 1948    |      |
| Delahaye     | Type 135 MS von Dafondo                        | 1949    |      |
| Ferrari      | 250 GT Cabrio                                  | 1961    |      |
| Hotchkiss    | Anthéor 2050 von Chapron                       | 1951    |      |

| Marke         | Modell                   | Baujahr | Foto |
| ------------- | ------------------------ | ------- | ---- |
| Jaguar        | XK 150 Roadster          | 1959    |      |
| Lancia        | Aurelia B 24 S Spider    | 1955    |      |
| Maserati      | 3500 GT Vignale Spyder   | 1960    |      |
| Mercedes-Benz | 170 S                    | 1950    |      |
| Mercedes-Benz | 220 S                    | 1953    |      |
| Mercedes-Benz | 300 Sc                   | 1956    |      |
| Nash          | Airflyte Statesman Super | 1951    |      |
| Opel          | Kapitän                  | 1950    |      |
| Packard       | Clipper Super 8          | 1946    |      |
| Rolls-Royce   | Silver Wraith            | 1952    |      |
| Talbot-Lago   | Type 26 Cabrio von Dubos | 1949    |      |
| Triumph       | Renown                   | 1951    |      |
| Volvo         | PV 444                   | 1950    |      |

Quelle: